# NGC 3515
NGC 3515 (również PGC 33467 lub UGC 6139) – galaktyka spiralna (Sbc), znajdująca się w gwiazdozbiorze Małego Lwa. Odkrył ją Édouard Jean-Marie Stephan 20 kwietnia 1882 roku.